# ELinks
ELinks（イーリンクス）は、UNIX系システムのコンソールで動作する自由ソフトウェアのテキストブラウザである。
2001年に、ウェブブラウザLinksの実験的（Experimental）なフォークとしてペーター・バウディスが開発を開始したことから、"ELinks"との名前がある。その後、"E"は強化（Enhanced）および拡張（Extended）を意味するようになった。 2004年9月1日、バウディスは、プロジェクトの保守に費やす時間が足りず、ソフトウェアのリリースを検証したり準備したりすることに時間を割くよりもプログラミングに集中したいとして、保守の業務をデンマークの開発者ジョナス・フォンセカに委ねた。
2017年3月17日、OpenBSDは、セキュリティ面の問題があること、開発者らの対応の遅いことを挙げ、OpenBSDのportツリーからELinksを削除した。
2017年11月17日、ELinksから「felinks」（forked elinks、フォークしたELinksの意）がフォークとして立ち上げられた （2021年12月24日現在の最新バージョンは0.15.0）。

## 特徴
- HTTP認証とプロキシ認証
- パーシステント（永続）HTTP cookie
- Perl、Ruby、LuaおよびGNU Guileのスクリプトをサポート[8]
- タブのサポート (テキストモードのみ)[8]。
- HTMLテーブルとフレーム（英語版）のサポート[8]
- キューを利用したバックグラウンドでのダウンロード
- CSSの部分的サポート[8]
- Mozillaの SpiderMonkey（JavaScriptエンジン）を利用したECMAScriptの部分サポート[8]
- 外部テキストエディタを使用したテキストボックスの編集のサポート
- マウスのサポート（ホイール・スクロールを含む）
- 文字のカラー表示
- 対応通信プロトコル:
  - local files（英語版）、 finger、http、https、ftp、fsp（英語版）、smb、IPv4、IPv6
  - 実験的サポート: BitTorrent、gopher[4][リンク切れ]、nntp